# Ненсі (скульптура)
«Ненсі» (англ. Nancy) — кінетична скульптура (мобіль) роботи американського скульптора Александра Колдера (1898—1976). Створена у 1971 році. Знаходиться у м. Пальма на о. Мальорка (Балеарські о-ви) в Іспанії. Встановлена у Королівському саду біля Королівського палацу Альмудаїна.
Скульптура була частиною виставки робіт Колдера у вересні-жовтні 1972 року у галереї Сала Палайрес у Пальмі. Скульптор тривалий час товаришував з іспанським художником Жуаном Міро (1893—1983), мешканцем Мальорки, який в свою чергу зіграв важливу роль в організації виставки Колдера в Палайрес. Обидва митці познайомились і затоваришували у 1928 році, коли жили і працювали у Парижі (Франція).
Міро умовив свого друга Колдера подарувати скульптуру мерії Пальми в 1973 році, але мерія не погодилась прийняти подарунок, оскільки б довелось платити велику суму митних зборів та акцизного податку. Згодом, у Мадриді, витвір мистецтва класифікували як об'єкт національної спадщини, таким чином, звільнивши скульптуру від податків. 14 лютого 1974 року мерія Пальми прийняла її як подарунок.
Колдер бажав, аби його мобіль розташовувався у новоствореному Морському парку, між кафедральним собором і морем, що дозволило б вітру рухати скульптуру. Але мерія Пальми вирішила встановити її у Королівському саду (з 1974 по 1985 роки); у 1994 році встановлена на первісному місці після реставрації від акту вандалізму.
Скульпутра являє собою стабіль-мобіль вилитий із заліза.